# Peter Landesman

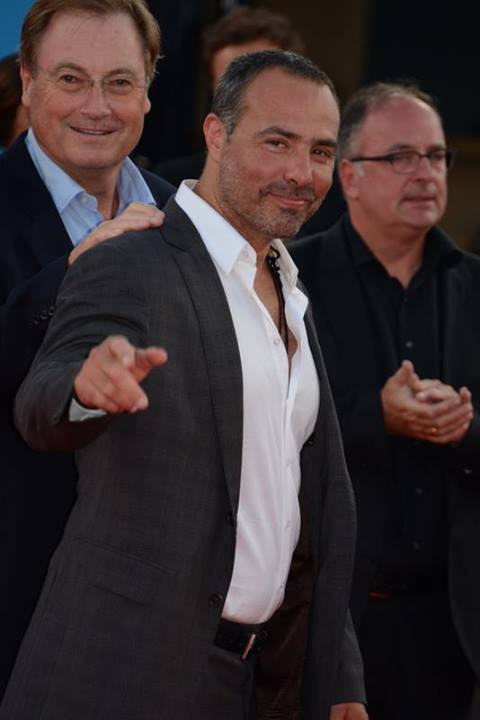
Peter Landesman (2013)

Peter Landesman (* 11. April 1963) ist ein US-amerikanischer Roman-Autor, Filmregisseur und Journalist des New York Magazines und des Harper’s Magazines sowie Maler.

## Leben
Peter Landesman absolvierte sein Studium an der Cornell University. 1996 war er Preisträger des damals noch mit 2.500 US-Dollar dotierten Sue-Kaufman-Prize-for-First-Fiction-Preises. Er lebt in Brooklyn, New York.
Sein im April 2002 erschienener Artikel über Flüchtlinge, Schmuggel und Menschenhandel für die New York Times Magazine Light at the end of the Chunnel, wurde mit dem Overseas-Press-Club-Preis für das beste Magazin-Berichterstattung aus dem Ausland ausgezeichnet. Genauso debütierte sein 2004 erschienener Artikel über Sex beim Menschenhandel, The girls Next Door, zum besten Overseas Press Club für die internationalen Berichterstattung bei Fragen der Menschenrechte.

## Werke (Auswahl)
- Meereswunden (The Raven), 1997
- Der Stundenläufer (Blood Acre), 1998

## Filmografie
- 2007: Trade – Willkommen in Amerika (Produzent und Drehbuch)
- 2013: Parkland (Regie und Drehbuch)
- 2014: Kill the Messenger (Drehbuch)
- 2015: Erschütternde Wahrheit (Concussion, Regie und Drehbuch)
- 2017: The Immortal Life of Henrietta Lacks (Drehbuch), siehe HeLa-Zellen
- 2017: The Secret Man (Mark Felt: The Man Who Brought Down the White House, Regie und Drehbuch)